# Tao (Burkina Faso)
Pour les articles homonymes, voir Tao (homonymie).
Tao est une commune située dans le département de Seytenga, dans la province du Séno, région du Sahel, au Burkina Faso.

## Géographie
Tao est l'un des villages de la commune de Seytenga. Il est situé à 07km de Seytenga côté Nord après le village de Tondobi